# RWE

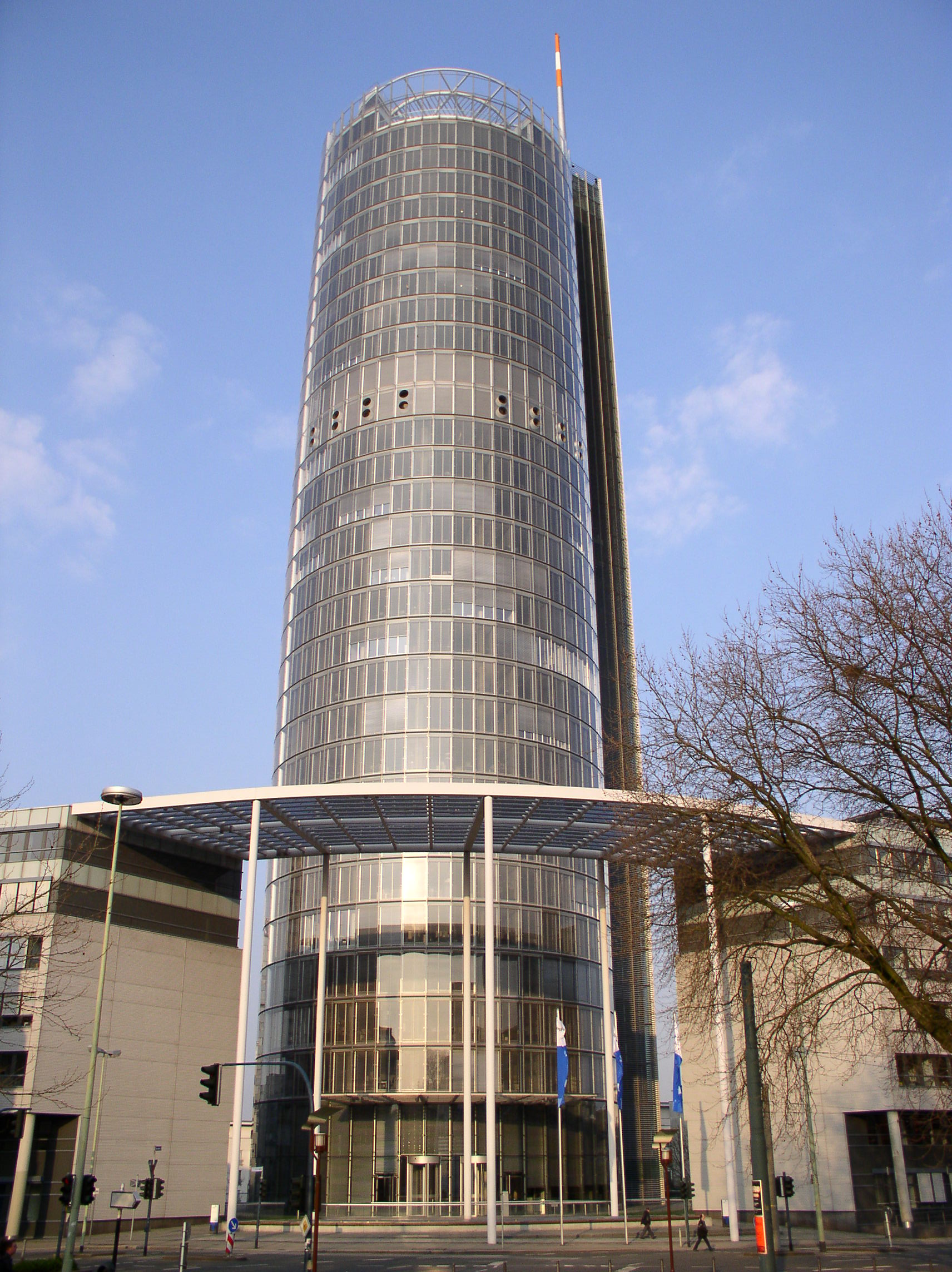
RWE-Turm — Штаб-квартира в Ессені

RWE AG (до 1990 — нім. Rheinisch-Westfälisches Elektrizitätswerk) — німецька багатонаціональна енергетична компанія зі штаб-квартирою в місті Ессен. Вона займається передовсім відновлюваною енергетикою, також іншими видами енергетики.

## Діяльність
У серпні 2021 року декілька європейських компаній, що працюють у сфері поновлюваних джерел енергії, включаючи RWE в Німеччині, SSE plc у Великій Британії, Ørsted у Данії, зазнали чималих втрат через низьку швидкість вітру, повідомило видання Financial Times. 
22 серпня 2021 року, в день візиту канцлера Німеччини Ангели Меркель до Києва, НАК Нафтогаз України і німецька газовий трейдер RWE Supply & Trading підписали меморандум про взаєморозуміння. Компанії домовилися проаналізувати можливості співпраці в галузі виробництва «зеленого» водню і його похідних, таких як аміак, які виробляються в Україні. Зокрема, ідеться про розвиток проєктів з виробництва та зберігання зеленого водню (добутого за допомогою альтернативної енергетики) і аміаку в Україні і їх імпорту в Німеччину. 